# Uhranutí

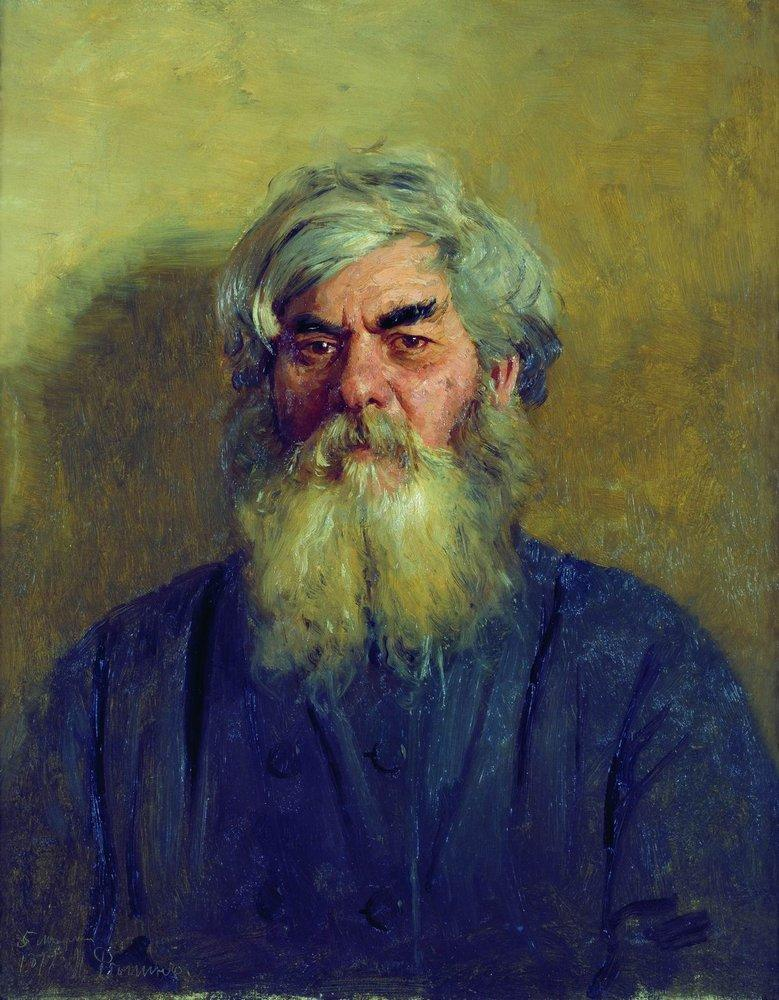
Ilja Repin, „Mužik se zlým okem“ (1877); portrét I. F. Radova, malířova dědečka

Zlý pohled, uřknutí či uhranutí je rozšířená víra v to, že lidé mají moc dobrovolně či nedobrovolně škodit druhému nebo jeho majetku pomocí toho, že se na něj dívají nebo jej chválí. Často je tato schopnost přisuzována čarodějnicím. Působenou škodou může být nemoc, smrt nebo zničení neživých objektů nebo zvířat a úrody. Víra v uhranutí existuje především u indoevropských národů a Semitů; přetrvává i v moderní západní společnosti. K typickým příznakům nemoci ze zlého pohledu patří nechutenství, časté zívání, škytání, zvracení a horečka. Jako ochrana se používají amulety, specifické posunky nebo plivání před chválením či lichocením, případně skrývání či popírání, že se člověku vede dobře.
Fenomén zlého pohledu souvisí s vírou v magickou škodlivou moc závisti. Jako ochrana před magickým účinkem závisti je některými badateli chápán i zvyk přípitku nebo dávání spropitného. V některých jazycích, například v latině nebo angličtině, spolu slova pro zlý pohled a závist souvisí; dále souvisí s představou konečného množství dobra ve světě, což vede k víře, že existence zdravých a bohatých způsobuje existenci nemocných a chudých.
Zlým pohledem se zabývá především etnografie a antropologie, ale také psychologie. Psychologický výklad upozorňuje na to, že upřený pohled je u savců pokládán za agresivní chování a že lidé dokáží vycítit, že se na ně někdo dívá, a to i pokud pozorovatele nevidí; dokonce v případě, že nejsou sledováni člověkem, ale pouze bezpečnostní kamerou.